# Tratado de Vilna
El Tratado de Vilna fue un acuerdo firmado entre la Confederación livonia y la República de las Dos Naciones el 28 de noviembre de 1561 en la ciudad de Vilna, actual Lituania. Con el tratado, las regiones no danesas y no suecas de Livonia, con la excepción de la Ciudad Imperial Libre de Riga, se sometieron al rey de Polonia y gran duque de Lituania, Segismundo II Augusto, mediante la Pacta subiectionis (Provisio ducalis). A cambio, Segismundo les otorgó protección del Zarato de Rusia y confirmó los privilegios tradicionales de los estados livones, listados en el Privilegium Sigismundi Augusti.
La secularización de la Orden Livona fue el "acto final" en la transición de Livonia de la Edad Media a la Edad Moderna temprana. Los territorios fueron reorganizados en el Ducado de Curlandia y Semigallia y el Ducado de Livonia, este último compitiendo con el Reino de Livonia durante la guerra. Luego de su reconquista, el sucesor de Segismundo, Esteban I Báthory, despreció los privilegios de 1561, proclamó una nueva Constitución e inició una contrarreforma. Estas medidas fueron revertidas tras la conquista sueca. Después de una serie de guerras tras las cuales Livonia fue cedida a Rusia en 1710, el Privilegium Sigismundi Augusti fue confirmado por Pedro el Grande.

## Antecedentes
En 1513 el gran maestre de la Orden de Livonia pagó a los Caballeros Teutónicos su salida de la unión. De esta manera, la secularización del Estado monástico de los Caballeros Teutónicos, la cual llevó al establecimiento del Ducado de Prusia protestante bajo el rey polaco en 1525, no afectó a Livonia, donde el Receso de Valmiera prohibió cualquier secularización futura en 1546. La Reforma Protestante había comenzado en Riga en 1517, y luego se expandió por toda Livonia; se declaró la libertad religiosa en 1554.

Confederación livona

Cuando la Confederación livonia entró en declive debido a luchas internas, una fracción de la orden favoreció un acercamiento con Polonia-Lituania, mientras que otra fracción se opuso violentamente. Luego de una guerra civil que comenzó en 1556, la facción pro-polaca quedó en mejor posición.
Con el Tratado de Pozvol, concluido en 1557, la Confederación livonia se había volcado a las Dos Naciones en búsqueda de protección, haciendo que Iván IV de Rusia intervenga en lo que se llamaría la Guerra Livona. En 1558, Iván IV había capturado la región de Dorpat (Tartu), aniquilando al Obispado de Dorpat. Con el Tratado de Vilna del 31 de agosto de 1559, Gotthard Kettler, el gran maestre de la Orden Livona, había puesto las tierras de la orden bajo la protección del rey polaco y el gran duque de Lituania, Segismundo II Augusto. La orden cedía un séptimo de su territorio, permitía a Segismundo a acuartelarse en sus castillos más importantes y acordaba compartir con él cualquier conquista realizada a Iván IV. La alianza tenía el objetivo de neutralizar la inminente amenaza de anexión de las tierras de la orden por parte de Rusia, pese a obtener el apoyo militar del canciller polaco-lituano Mikołaj "el Negro" Radziwiłł, Kettler fue derrotado en la batalla de Ergeme y no pudo evitar la ocupación de gran parte de Livonia por parte de fuerzas rusas. Luego del tratado, la orden acordó secularizar de ser necesario, y ya que Segismundo se mostraba renuente a apoyarlos militarmente, continuaron su búsqueda por un protector en las cortes de Dinamarca-Noruega y el Sacro Imperio Romano Germánico.
En 1560, Johann von Münchhausen vendió sus obispados de Ösel-Wiek y Curlandia a Magnus, el hermano del rey danés Federico II. En junio de 1561, una parte de Estonia se subordinó a Suecia. Riga se había volcado al Sacro Imperio Romano Germánico y se había convertido en una Ciudad Imperial Libre. Presionados por Iván IV de Rusia, el resto de la ex Confederación livonia cerró un tratado con la República de las Dos Naciones el 28 de noviembre de 1561, subordinándose a Segismundo II Augusto.

## El Tratado
El tratado comprendía la Pacta subiectionis, por la cual los estados livonios aceptaban la soberanía polaco-lituana. Este documento se conoce también como Provisio ducalis.
También incluía el Privilegium Sigismundi Augusti, en el cual Segismundo II Augusto otorgaba a los estados livonios varios privilegios, entre ellos la libertad de culto de acuerdo a la Confesión de Augsburgo, la Indigenat (en polaco: Indygenat), y la continuación de la administración y jurisdicción alemanas tradicionales. Las cláusulas que se referían a la libertad religiosa prohibían cualquier regulación del orden tradicional protestante por parte de autoridades seculares o religiosas, y disponía que los desacuerdos solo podían ser juzgados por autoridades protestantes.
Las regiones livonias al sur del río Daugava (Düna, Dvina), Curlandia (Kurland) y Semigallia (Semgallen, Zemgale, Žiemgala), constituyeron el Ducado de Curlandia y Semigalia, estado secular cuyo señor fue Gotthard von Kettler. Formado según el modelo prusiano, el nuevo ducado fue primero feudo hereditario del gran duque de Lituania, y luego de la Corona polaca.
A diferencia de los territorios meridionales, los situados al norte del Daugava formaron el Ducado de Livonia, también conocido como Livonia transdunensis, sometido directamente a la autoridad de Segismundo II Augusto y gobernado por Kettler por orden del rey, que lo nombró «administrador real». Sin embargo, estos territorios excluían a Riga, en ese entonces ciudad imperial libre del Sacro Imperio Romano Germánico; parte de Estonia con Revel, la cual estaba bajo protección sueca; y la parte más occidental de Estonia con Øsel (Ösel, Saaremaa), que pertenecía a Dinamarca.

## Consecuencias
En el Ducado de Curlandia y Semigallia se estableció un sistema político estable en base al tratado de 1561, y fue solo en 1617 que este fue modificado por la Formula regiminis y la Statuta Curlandiæ, los cuales le otorgaban a los nobles locales derechos adicionales a expensas del duque.
La situación en el norte del Daugava era muy diferente. El 25 de diciembre de 1566, la Unión de Grodno estableció una unión real entre el Ducado de Livonia y el Gran Ducado de Lituania, reorganizando la división administrativa de Livonia al convertir a sus castellanos en miembros del senado lituano. La unión, sin embargo, no tuvo ningún impacto sobre la jurisdicción livonia, la cual debía llevarse a cabo según las costumbres tradicionales. Cuando en 1569 la Unión de Lublin transformó la unión personal de Polonia-Litunia en una unión real, la República de las Dos Naciones, Livonia se convirtió en un condominium polaco-lituano. Iván IV de Rusia subyugó casi toda Livonia transdunanesis entre 1572 y 1577. Magnus, además de sus posesiones en Livonia, compró la sucesión del Obispado de Reval y estableció el Reino de Livonia bajo el patronaje de Iván IV. Luego de la victoria polaco-sueca en la batalla de Wenden, las fuerzas rusas fueron expulsadas de Livonia, y la guerra Livona terminó con los tratados de Jam Zapolski y Narva-Plyussa. Solo entonces fue que el sucesor de Segismundo, Esteban Báthory (Batory) pudo volver a asumir el control del Ducado de Livonia.

La República de las Dos Naciones superpuesta a las fronteras actuales:
Reino de Polonia
Ducado de Prusia, feudo polaco
Gran Ducado de Lituania
Ducado de Curlandia y Semigallia, feudo lituano
Livonia
La Estonia sueca y el Øsel danés.

No obstante, Báthory consideraba a los territorios recapturados como su trofeo de guerra  y rehusó confirmar el Privilegium Sigismundi Augusti, y en 1582 lo reemplazó con la Constitutiones Livoniae, la cual toleraba el Indigenat y la Confesión de Augusburgo, pero revocó su condición de derecho elemental y no contenía ningún privilegio. La administración y jurisdicción tradicional alemana se vio mermada gradualmente por el establecimiento de voivodatos, la designación de funcionarios reales, y el reemplazo del alemán por el polaco como el idioma administrativo. Riga fue incorporada a la Livonia polaco-lituana con el Tratado de Drohiczyn del 14 de enero de 1581, incluyendo un Corpus Privilegiorum Stephanorum que de igual manera reducía sus libertades.
Bajo Esteban Báthory, el Ducado de Livonia fue sometido a la contrarreforma emprendida por Otto von Schenking, quien se había convertido al catolicismo, y los jesuitas de Riga y Dorpat (Tartu). Las respectivas universidades jesuitas y el obispado católico con su sede en Wenden (Cēsis) fueron fundadas en 1566. La contrarreforma se enfocó en la población letona y estonia, ya que no estaban mencionadas en forma explícita en el Privilegium Sigismundi Augusti —una interpretación que es disputada ya que los dominios livonios alemanes tradicionalmente hablaban por todos los livonios—. Los luteranos tenían prohibido predicar en estonio, letón o ruso, mientras que documentos católicos eran publicados en esos tres idiomas. Esteban Báthory participó en la contrarreforma al otorgar tierras e ingresos confiscados a los protestantes a la Iglesia católica y al iniciar una campaña de reclutamiento (poco exitosa) de colonos católicos.
Sin embargo, estas medidas resultaron tener solo un impacto limitado sobre la población estonia y letona, al mismo tiempo que alienó a la aristocracia alemana a tal punto que apoyaron la toma sueca de Livonia (excluyendo a Latgalia y al Ducado de Curlandia y Semigalia), formalizada en los tratados de Altmark de 1629 y Stuhmsdorf de 1635. Las guerras polaco-suecas habían comenzado en 1600, cuando Segismundo III Vasa, un católico, trató de incorporar a la estonia sueca protestante al Ducado de Livonia de la República de las Dos Naciones, haciendo que los nobles locales acudan al duque de Södermanland y más adelante al rey de Suecia, Carlos IX, para ser protegidos. Carlos IX expulsó a las fuerzas polacas de Estonia, y sus campañas en el Ducado de Livonia fueron concluidas en 1621 por su sucesor Gustavo Adolfo, quién estableció el dominio de la Livonia Sueca a partir de gran parte del territorio del Ducado de Livonia.
El control sueco de la zona terminó con la contrarreforma, y los privilegios de los nobles livones fueron similares a aquellos detallados en el Privilegium Sigismundi Augusti. Cuando Estonia y Livonia capitularon ante Rusia durante la Gran Guerra del Norte en 1710, las capitulaciones hicieron referencia explícita al Privilegium Sigismundi Augusti, siendo las respectivas referencias confirmadas en el Tratado de Nystad de 1721.